# Henry Thomas (bibliografo)
Sir Henry Thomas (Eynsham, 21 novembre 1878 – 21 luglio 1952) è stato uno scrittore, bibliografo e ispanista britannico.

## Biografia

### Giovinezza e studi
Secondo figlio di Alfred Charles Thomas, ministro della locale comunità della Chiesa cattolica-apostolica, e di una donna, il cui cognome da nubile era Friday. Probabilmente, ella discendeva da una famiglia di ugonotti. I Thomas erano probabilmente originari del Galles meridionale, prima di migrare a Coventry nel XVII secolo. In questo importante centro di opifici si sarebbero dedicati alla tessitura della seta.
I coniugi Thomas si trasferirono a loro volta a Birmingham nel 1883. Qui il giovane Henry frequentò una scuola religiosa, attirando l'attenzione dei suoi insegnanti. Grazie alle loro raccomandazioni, fu in grado di frequentare la King Edward VI Aston School, una prestigiosa scuola di lingue, pur non conoscendo alcuna lingua straniera al tempo della sua iscrizione. Frequentò poi l'Università di Birmingham, dove si laureò nel 1902 in filologia inglese. Qui sviluppò anche una certa fluenza nella lingua francese.

### British Museum
Le qualifiche ottenute gli permisero di passare l'esame per l'assistentato nel Dipartimento dei Libri a Stampa del British Museum. Iniziò il lavoro nella sua nuova posizione nell'ottobre 1903 e dopo un primo periodo nella catalogazione dei diritti d'autore sui vari libri della biblioteca venne incaricato insieme a Alfred William Pollard di mantenere il Catalogo dei Libri stampati nel XV secolo. Mantenne questa posizione fino al 1947, venendo nominato negli anni anche Deputy Keeper (1924–43), Keeper (1943–45) e Principal Keeper (1946–47). In qualità della sua posizione, tenne diverse lezioni presso le Università di Cambridge e di Oxford. Dopo esser andato in pensione nel 1947, la sua salute iniziò a peggiorare gradualmente, portandolo prima a soffrire di un infarto nel 1950 e successivamente alla morte due anni più tardi, senza lasciare figli in quanto mai sposatosi.

## Ispanistica
Dopo la sua assunzione presso il British Museum, Thomas rimase affascinato dalla letteratura spagnola e della Penisola iberica, dedicandoci gran parte dei propri studi e iniziando a ricevere lezioni di spagnolo.  Già nel 1910 veniva riconosciuto a livello internazionale una certa fama come ispanista e interprete della cultura iberica. Tra le onorificenze che ricevette in merito ai suoi studi figurano la nomina a Consigliere Onorario nel Consiglio superiore delle ricerche scientifiche e il ruolo di Presidente della Anglo-Spanish Society, mantenuto dal 1931 al 1947.
La maggioranza dei suoi studi si concentrò sicuramente sulla figura e la produzione di Miguel de Cervantes, di cui scrisse anche una bibliografia dei lavori minori dell'autore mai stampati e ancora esistenti all'epoca solamente come manoscritti. Tentò anche di completare un catalogo comprendente tutte le edizioni fisiche in inglese del Don Chisciotte. Riuscì nell'intento solamente nel 1947, poco prima del pensionamento, donando la sua intera raccolta al British Museum.
Visitò più volte la Spagna, a partire dal 1910, quando in nave si recò ad Algeciras e percorse il paese da sud a nord. In questi suoi viaggi fece numerose conoscenze, come quella di Eduard Toda i Güell, bibliografo e collezionista di libri di Reus in Catalogna. Questo tradusse in catalano alcune delle opere di Thomas. Con il fratello, Henry percorse a piedi il cammino di Santiago di Compostela nel 1936, poco prima dell'inizio della Guerra civile spagnola. Thomas venne profondamente scosso da questo evento, interrompendo le sue visite nel paese e ospitando in Inghilterra esuli e perseguitati per tutta la durata del conflitto. Ritornò nel paese solo nel 1947, come ospite del Governo spagnolo, in occasione dei festeggiamenti per il quarto centenario dalla nascita di Cervantes.

## Opere
- The Romance of Amadís of Gaul, Londra, East and Blades, 1912.
- The Palmerin Romances, Londra, East and Blades, 1916.
- Spanish and Portuguese Romances of Chivalry, Cambridge, Cambridge University Press, 1920.
- Short-Title Catalogue of Books Printed in Spain and of Spanish Books Printed elsewhere in Europe before 1601 Now in the British Museum, Londra, British Museum, 1921.
- Shakespeare and Spain, Oxford, Clarendon Press, 1922.
- Short-Title Catalogue of Books Printed in France and of French Books Printed in Other Countries from 1470 to 1600 Now in the British Museum, Londra, British Museum, 1924.
- Spanish Sixteenth-Century Printing, Londra, Ernest Benn, 1926.
- The Beginnings of Printing in London, Londra, Lanston Monotype Corporation, 1928.
- Monster and Miracle, Sonning-on-Thames, Manor House Press, 1935.
- The Star of Seville, Newton, Gregynog Press, 1935.
- The Discovery of Abyssinia by the Portuguese in 1520, Londra, British Museum, 1938.
- The Crafty Farmer. A Spanish Folk-Tale, Londra, Dolphin Bookshop Editions, 1938.
- Early Spanish Bookbindings, XI–XV Centuries, Londra, Bibliographical Society, 1939.
- Short-Title Catalogue of Portuguese Books Printed before 1601 Now in the British Museum, Londra, British Museum, 1940.
- Short-Title Catalogue of Spanish-American Books Printed before 1601 Now in the British Museum, Londra, British Museum, 1944.
- Anti-English Propaganda in the Time of Queen Elizabeth, Oxford, Hispanic Society of America, 1946.